# Національна ідентифікаційна нумерація в Ісландії
Національна ідентифікаційна нумерація в Ісландії була створена в 1953 році, коли була запроваджена система номерів народжень. У 1959 році була впроваджена і використовувана система іменних номерів паралельно з номерами народження. Третя і чинна система - це ідентифікаційний номер, який замінив обидві попередні системи.

## Номер народження (1953–1988)
Номер народження (ісл.: fæðingarnúmer) був першим національним ідентифікаційним номером в Ісландії. Він складався з 6 чисел, але пізніше був розширений до 8.

## Номер імені (1959–1988)
Номер імені (ісл. nafnnúmer) був другим національним ідентифікаційним номером в Ісландії. Він ґрунтувався на імені людини й, таким чином, дозволяв впорядковуватись за абеткою, бо комп'ютери в той час не могли працювати з абеткою безпосередньо.

## Ідентифікаційний номер (1987–понині)
Ідентифікаційний номер (ісл. kennitala) - це третій та чинний національний ідентифікаційний номер в Ісландії.